# داسه
داسه (دازه، تژه) یا سوک (به انگلیسی: Awn) برگ تغییر شکل یافته‌ای است که از برگ، فقط رگبرگ اصلی آن باقی مانده‌است. داسه زائده‌ای خار مانند است که معمولاً در انتهای آزاد یکی از پوشینه‌ها که در قسمت خارج دانه قرار دارد می‌روید. معمولاً گندم‌های داسه‌دار از گندم‌های بدون داسه عملکرد بیشتری دارند حتی از کیفیت بالاتری نیز برخوردارند. جهت کاشت گندم در مناطق خشک، بهتر است از ارقام داسه‌دار و دارای داسه عمودی استفاده شود.

## نقش داسه در گندم
الف) داسه با قدرت فتوسنتزی بالا نقش عمده‌ای در پر شدن دانه دارد. همچنین داسه روزنه داشته و تعرق می‌نماید ولی به علت سطح کمی که دارد حداقل تعرق را خواهد داشت.
ب) داسه نسبت فتوسنتز به تعرق بالایی دارد در نتیجه باعث مقاومت به خشکی می‌شود. از طرفی داسه دارای ارتباط آوندی نزدیکی با دانه است.
ج) داسه باعث کاهش خسارت آفات و پرندگان می‌شود و در افزایش وزن دانه نقش دارد.
از معایب داسه می‌توان به ایجاد مشکل دربرداشت محصول و همچنین گسترش انواع عوامل بیماری‌زا و قارچی در مناطق مرطوب (وجود رطوبت در فاصلهٔ بین داسه و دانه) اشاره نمود.
گندم را بر اساس طول داسه به گروه‌های زیر طبقه‌بندی می‌نمایند.
۱) داسه بلند Aristatum: طول داسه در آن‌ها بیش از ۴ سانتی‌متر می‌باشد، این گروه از گندم‌ها برای رشد و نمو در مناطق گرم مناسب است.
۲) داسه کوتاه Brevi Aristatum: طول داسه در آن‌ها کمتر از ۴ سانتی‌متر می‌باشد و برای رشد و نمو در مناطق معتدل وگرم مناسب است.
۳) داسه مجعد Inflatum: این گروه دارای داسه در بالای سنبله می‌باشند و طول آن‌ها به یک سانتی‌متر می‌رسد. این داسه‌ها راست و مستقیم نبوده و به صورت مجعد می‌باشد که مخصوص مناطق سرد است.
۴) گندم‌های بدون داسه Muticum: هیچ‌گونه داسه‌ای نداشته و برای مناطق خیلی سرد مناسب است.
داسه جزء آخرین اندام‌هایی است که در گیاه به وجود می‌آید و در فتوسنتز گیاه نقش بسیار عمده‌ای دارد زیرا هنگامی که برگ‌های پایینی ساقه ریزش می‌نمایند، داسه و برگ پرچم نقش مهمی در پر شدن دانه خواهند داشت.